# Stephen F. Austin
Stephen Fuller Austin (født 3. november 1793 i Wythe County i Virginia, død 27. december 1836 i Columbia (i dag West Columbia i Texas) er en amerikansk empressario, der anses som "Texas' fader" ("Father of Texas"). Han var leder af den anglo-amerikanske kolonisering af regionen. Flere steder og skoler er opkaldt efter han, blandt andet hovedstaden i Texas Austin og Austin County. 
Da Austin var 11 år gammel, sendte familien ham til Bacon Academy i Colchester i Connecticut og derefter til Transilvania University i Lexington, Kentucky, hvor han dimitterede i 1810. Herefter studerede Austin jura og planlagde at blive advokat. I en alder af 21 år sad han i den lovgivende forsamling i Missouri Territory. 
Austin blev indsat som den første udenrigsminister, da Texas blev udråbt som republik, men han sad blot to måneder i embedet inden han døde af lungebetændelse den 27. december 1836. 

## Eksterne links
- Biografi ved Texas State Historical Association (engelsk)